# 2011-es WTA-szezon
A 2011-es WTA-szezon a női profi teniszezők nemzetközi szervezete, a Women’s Tennis Association (WTA) által megszervezett versenysorozat 2011-es évada. A szezon magába foglalja a Nemzetközi Teniszszövetség (ITF) által felügyelt Grand Slam-tornákat, a Premier tornákat, az International tornákat, az ITF által szervezett Fed-kupát, s a két év végi versenyt, a világbajnokságot (WTA Tour  Championships) és a bajnokok tornáját (WTA Tournament of Champions).

## Az év kiemelkedő magyar eredményei
Arn Gréta egyéniben győzött Aucklandon.

## Versenynaptár
Az alábbiakban a teljes szezon tekinthető meg.

### Tornák típusai
| Grand Slam-tornák           |
| WTA Premier Mandatory       |
| WTA Premier 5               |
| WTA Premier                 |
| WTA International           |
| WTA Tour Championships      |
| WTA Tournament of Champions |
| Csapatversenyek             |

### Január
| Hét                   | Torna | Győztesek                                                                                 | Ellenfél a döntőben                                                                | Elődöntősök                                                  | Negyeddöntősök                                                              |
| --------------------- | --- | ----------------------------------------------------------------------------------------- | ---------------------------------------------------------------------------------- | ------------------------------------------------------------ | --------------------------------------------------------------------------- |
| Január 3.             | Hopman-kupa Perth, Ausztrália 1 000 000 AU$ – Kemény (f) – 8 csapat                                                                       | Egyesült Államok · 2–1                                                                    | Belgium                                                                            | A csoport további csapatai Szerbia · Ausztrália · Kazahsztán | B csoport további csapatai Egyesült Királyság · Olaszország · Franciaország |
| Január 3.             | Brisbane International Brisbane, Ausztrália WTA International 220 000 $ – Kemény – 32E/32Q/16P                                            | Petra Kvitová 6–1, 6–3                                                                    | Andrea Petković                                                                    | Marion Bartoli Anasztaszija Pavljucsenkova                   | Jarmila Groth Barbora Záhlavová-Strýcová Dominika Cibulková Lucie Šafářová  |
| Január 3.             | Brisbane International Brisbane, Ausztrália WTA International 220 000 $ – Kemény – 32E/32Q/16P                                            | Alisza Klejbanova Anasztaszija Pavljucsenkova 6–3, 7–5                                    | Klaudia Jans Alicja Rosolska                                                       | Marion Bartoli Anasztaszija Pavljucsenkova                   | Jarmila Groth Barbora Záhlavová-Strýcová Dominika Cibulková Lucie Šafářová  |
| Január 3.             | ASB Classic Auckland, Új-Zéland WTA International 220 000 $ – Kemény – 32E/32Q/16P Egyéni – Páros                                         | Arn Gréta 6–3, 6–3                                                                        | Yanina Wickmayer                                                                   | Julia Görges Peng Suaj                                       | Marija Sarapova Katerina Bondarenko Heather Watson Simona Halep             |
| Január 3.             | ASB Classic Auckland, Új-Zéland WTA International 220 000 $ – Kemény – 32E/32Q/16P Egyéni – Páros                                         | Květa Peschke Katarina Srebotnik 6–3, 6–0                                                 | Sofia Arvidsson Marina Eraković                                                    | Julia Görges Peng Suaj                                       | Marija Sarapova Katerina Bondarenko Heather Watson Simona Halep             |
| Január 10.            | Medibank International Sydney, Ausztrália WTA Premier 618 000 $ – Kemény – 30E/48Q/16P                                                    | Li Na 7–6(3), 6–3                                                                         | Kim Clijsters                                                                      | Alisza Klejbanova Bojana Jovanovski                          | Dominika Cibulková Viktorija Azaranka Szvetlana Kuznyecova Flavia Pennetta  |
| Január 10.            | Medibank International Sydney, Ausztrália WTA Premier 618 000 $ – Kemény – 30E/48Q/16P                                                    | Iveta Benešová Barbora Záhlavová-Strýcová 4–6, 6–4, [10–7]                                | Květa Peschke Katarina Srebotnik                                                   | Alisza Klejbanova Bojana Jovanovski                          | Dominika Cibulková Viktorija Azaranka Szvetlana Kuznyecova Flavia Pennetta  |
| Január 10.            | Moorilla Hobart International Hobart, Ausztrália WTA International 220 000 $ – Kemény – 32E/32Q/16P                                       | Jarmila Groth 6–4, 6–3                                                                    | Bethanie Mattek-Sands                                                              | Klára Zakopalová Peng Suaj                                   | Marion Bartoli Roberta Vinci Sara Errani Angelique Kerber                   |
| Január 10.            | Moorilla Hobart International Hobart, Ausztrália WTA International 220 000 $ – Kemény – 32E/32Q/16P                                       | Sara Errani Roberta Vinci 6–3, 7–5                                                        | Katerina Bondarenko Līga Dekmeijere                                                | Klára Zakopalová Peng Suaj                                   | Marion Bartoli Roberta Vinci Sara Errani Angelique Kerber                   |
| Január 17. Január 24. | Australian Open Melbourne, Ausztrália Grand Slam 23 140 000 AU$ – Kemény 128E/96Q/64P/32V Egyéni – Páros – Vegyes páros                   | Kim Clijsters 3–6, 6–3, 6–3                                                               | Li Na                                                                              | Caroline Wozniacki Vera Zvonarjova                           | Francesca Schiavone Andrea Petković Agnieszka Radwańska Petra Kvitová       |
| Január 17. Január 24. | Australian Open Melbourne, Ausztrália Grand Slam 23 140 000 AU$ – Kemény 128E/96Q/64P/32V Egyéni – Páros – Vegyes páros                   | Gisela Dulko Flavia Pennetta 2–6, 7–5, 6–1                                                | Viktorija Azaranka Marija Kirilenko                                                | Caroline Wozniacki Vera Zvonarjova                           | Francesca Schiavone Andrea Petković Agnieszka Radwańska Petra Kvitová       |
| Január 17. Január 24. | Australian Open Melbourne, Ausztrália Grand Slam 23 140 000 AU$ – Kemény 128E/96Q/64P/32V Egyéni – Páros – Vegyes páros                   | Katarina Srebotnik Daniel Nestor 6–3, 3–6, [10–7]                                         | Csan Jung-zsan Paul Hanley                                                         | Caroline Wozniacki Vera Zvonarjova                           | Francesca Schiavone Andrea Petković Agnieszka Radwańska Petra Kvitová       |
| Január 31.            | Fed-kupa, negyeddöntők Hobart, Ausztrália, Kemény Moszkva, Oroszország, Kemény (f) Pozsony, Szlovákia, Kemény (f) Antwerpen, Belgium, (f) | Negyeddöntők győztesei · Olaszország 4–1 · Oroszország 3–2 · Csehország 3–2 · Belgium 4–1 | Negyeddöntők vesztesei · Ausztrália · Franciaország · Szlovákia · Egyesült Államok |                                                              |                                                                             |

### Február
| Hét         | Torna | Győztes                                                          | Ellenfél a döntőben                           | Elődöntősök                             | Negyeddöntősök                                                        |
| ----------- | --- | ---------------------------------------------------------------- | --------------------------------------------- | --------------------------------------- | --------------------------------------------------------------------- |
| Február 7.  | Open GDF Suez Párizs, Franciaország WTA Premier 618 000 $ – Kemény (f) – 30E/32Q/16P                                 | Petra Kvitová 6–4, 6–3                                           | Kim Clijsters                                 | Kaia Kanepi Bethanie Mattek-Sands       | Jelena Dokić Dominika Cibulková Yanina Wickmayer Andrea Petković      |
| Február 7.  | Open GDF Suez Párizs, Franciaország WTA Premier 618 000 $ – Kemény (f) – 30E/32Q/16P                                 | Bethanie Mattek-Sands Meghann Shaughnessy 6–4, 6–2               | Vera Dusevina Jekatyerina Makarova            | Kaia Kanepi Bethanie Mattek-Sands       | Jelena Dokić Dominika Cibulková Yanina Wickmayer Andrea Petković      |
| Február 7.  | PTT Pattaya Open Pattaja, Thaiföld WTA International 220 000 $ – Kemény – 32E/16Q/16P                                | Daniela Hantuchová 6–0, 6–2                                      | Sara Errani                                   | Vera Zvonarjova Roberta Vinci           | Peng Suaj Akgul Amanmuradova Galina Voszkobojeva Ana Ivanović         |
| Február 7.  | PTT Pattaya Open Pattaja, Thaiföld WTA International 220 000 $ – Kemény – 32E/16Q/16P                                | Sara Errani Roberta Vinci 3–6, 6–3, [10–5]                       | Szun Seng-nan Cseng Csie                      | Vera Zvonarjova Roberta Vinci           | Peng Suaj Akgul Amanmuradova Galina Voszkobojeva Ana Ivanović         |
| Február 14. | Dubai Duty Free Tennis Championships Dubaj, Egyesült Arab Emírségek WTA Premier 5 2 050 000 $ – Kemény – 56E/32Q/28P | Caroline Wozniacki 6–1, 6–3                                      | Szvetlana Kuznyecova                          | Jelena Janković Flavia Pennetta         | Sahar Peér Samantha Stosur Agnieszka Radwańska Alisza Klejbanova      |
| Február 14. | Dubai Duty Free Tennis Championships Dubaj, Egyesült Arab Emírségek WTA Premier 5 2 050 000 $ – Kemény – 56E/32Q/28P | Liezel Huber María José Martínez Sánchez 7–6(5), 6–3             | Květa Peschke Katarina Srebotnik              | Jelena Janković Flavia Pennetta         | Sahar Peér Samantha Stosur Agnieszka Radwańska Alisza Klejbanova      |
| Február 14. | Cellular South Cup Memphis, Egyesült Államok WTA International 220 000 $ – Kemény (f) – 32E/16Q/16P                  | Magdaléna Rybáriková 6–2, feladta                                | Rebecca Marino                                | Lucie Hradecká Jevgenyija Rogyina       | Alexa Glatch Kszenyija Pervak Heather Watson Coco Vandeweghe          |
| Február 14. | Cellular South Cup Memphis, Egyesült Államok WTA International 220 000 $ – Kemény (f) – 32E/16Q/16P                  | Volha Havarcova Alla Kudrjavceva 6–3, 4–6, [10–8]                | Andrea Hlaváčková Lucie Hradecká              | Lucie Hradecká Jevgenyija Rogyina       | Alexa Glatch Kszenyija Pervak Heather Watson Coco Vandeweghe          |
| Február 14. | Copa Colsanitas Bogotá, Kolumbia WTA International 220 000 $ – Salak – 32E/32Q/16P                                   | Lourdes Domínguez Lino 2–6, 6–3, 6–2                             | Mathilde Johansson                            | Carla Suárez Navarro Petra Martić       | Han Hszin-jün Catalina Castaño Beatriz García Vidagany Laura Pous Tió |
| Február 14. | Copa Colsanitas Bogotá, Kolumbia WTA International 220 000 $ – Salak – 32E/32Q/16P                                   | Gallovits-Hall Edina Anabel Medina Garrigues 2–6, 7–6(6), [11–9] | Sharon Fichman Laura Pous Tió                 | Carla Suárez Navarro Petra Martić       | Han Hszin-jün Catalina Castaño Beatriz García Vidagany Laura Pous Tió |
| Február 21. | Qatar Ladies Open Doha, Katar WTA Premier 721 000 $ – Kemény – 28E/32Q/16P                                           | Vera Zvonarjova 6–4, 6–4                                         | Caroline Wozniacki                            | Marion Bartoli Jelena Janković          | Flavia Pennetta Peng Suaj Klára Zakopalová Daniela Hantuchová         |
| Február 21. | Qatar Ladies Open Doha, Katar WTA Premier 721 000 $ – Kemény – 28E/32Q/16P                                           | Květa Peschke Katarina Srebotnik 7–5, 6–7(2), [10–8]             | Liezel Huber Nagyja Petrova                   | Marion Bartoli Jelena Janković          | Flavia Pennetta Peng Suaj Klára Zakopalová Daniela Hantuchová         |
| Február 21. | Abierto Mexicano Telcel Acapulco, Mexikó WTA International 220 000 $ – Salak – 32E/32Q/16P                           | Gisela Dulko 6–3, 7–6(5)                                         | Arantxa Parra Santonja                        | Anabel Medina Garrigues Johanna Larsson | Carla Suárez Navarro Laura Pous Tió Arn Gréta Lourdes Domínguez Lino  |
| Február 21. | Abierto Mexicano Telcel Acapulco, Mexikó WTA International 220 000 $ – Salak – 32E/32Q/16P                           | Marija Koritceva Ioana Raluca Olaru 3–6, 6–1, [10–4]             | Lourdes Domínguez Lino Arantxa Parra Santonja | Anabel Medina Garrigues Johanna Larsson | Carla Suárez Navarro Laura Pous Tió Arn Gréta Lourdes Domínguez Lino  |
| Február 28. | Monterrey Open Monterrey, Mexikó WTA International 220 000 $ – Kemény – 32E/32Q/16P                                  | Anasztaszija Pavljucsenkova 2–6, 6–2, 6–3                        | Jelena Janković                               | Polona Hercog Gisela Dulko              | Anastasija Sevastova Volha Havarcova Kszenyija Pervak Arn Gréta       |
| Február 28. | Monterrey Open Monterrey, Mexikó WTA International 220 000 $ – Kemény – 32E/32Q/16P                                  | Iveta Benešová Barbora Záhlavová-Strýcová 6–7(8), 6–2, [10–6]    | Anna-Lena Grönefeld Vania King                | Polona Hercog Gisela Dulko              | Anastasija Sevastova Volha Havarcova Kszenyija Pervak Arn Gréta       |
| Február 28. | Malaysian Open Kuala Lumpur, Malajzia WTA International 220 000 $ – Kemény (f) – 32E/32Q/16P                         | Jelena Dokić 2–6, 7–6(9), 6–4                                    | Lucie Šafářová                                | Michaëlla Krajicek Jarmila Gajdošová    | Bojana Jovanovski Anne Kremer Morita Ajumi Marion Bartoli             |
| Február 28. | Malaysian Open Kuala Lumpur, Malajzia WTA International 220 000 $ – Kemény (f) – 32E/32Q/16P                         | Gyinara Szafina Galina Voszkobojeva 7–5, 2–6, [10–5]             | Noppawan Lertcheewakarn Jessica Moore         | Michaëlla Krajicek Jarmila Gajdošová    | Bojana Jovanovski Anne Kremer Morita Ajumi Marion Bartoli             |

### Március
| Hét                     | Torna | Győztes                                                    | Ellenfél a döntőben                       | Elődöntősök                      | Negyeddöntősök                                                       |
| ----------------------- | --- | ---------------------------------------------------------- | ----------------------------------------- | -------------------------------- | -------------------------------------------------------------------- |
| Március 7. Március 14.  | BNP Paribas Open Indian Wells, Egyesült Államok WTA Premier Mandatory 4 500 000 $ – Kemény – 96E/48Q/32P | Caroline Wozniacki 6–1, 2–6, 6–3                           | Marion Bartoli                            | Marija Sarapova Yanina Wickmayer | Viktorija Azaranka Peng Suaj Sahar Peér Ana Ivanović                 |
| Március 7. Március 14.  | BNP Paribas Open Indian Wells, Egyesült Államok WTA Premier Mandatory 4 500 000 $ – Kemény – 96E/48Q/32P | Szánija Mirza Jelena Vesznyina 6–0, 7–5                    | Bethanie Mattek-Sands Meghann Shaughnessy | Marija Sarapova Yanina Wickmayer | Viktorija Azaranka Peng Suaj Sahar Peér Ana Ivanović                 |
| Március 21. Március 28. | Sony Ericsson Open Miami, Egyesült Államok WTA Premier Mandatory 4 500 000 $ – Kemény – 96E/48Q/32P      | Viktorija Azaranka 6–1, 6–4                                | Marija Sarapova                           | Andrea Petković Vera Zvonarjova  | Jelena Janković Alexandra Dulgheru Agnieszka Radwańska Kim Clijsters |
| Március 21. Március 28. | Sony Ericsson Open Miami, Egyesült Államok WTA Premier Mandatory 4 500 000 $ – Kemény – 96E/48Q/32P      | Daniela Hantuchová Agnieszka Radwańska 7–6(5), 2–6, [10–8] | Liezel Huber Nagyja Petrova               | Andrea Petković Vera Zvonarjova  | Jelena Janković Alexandra Dulgheru Agnieszka Radwańska Kim Clijsters |

### Április
| Hét         | Torna | Győztes                                                        | Ellenfél a döntőben                         | Elődöntősök                         | Negyeddöntősök                                                               |
| ----------- | --- | -------------------------------------------------------------- | ------------------------------------------- | ----------------------------------- | ---------------------------------------------------------------------------- |
| Április 4.  | Family Circle Cup Charleston, Egyesült Államok WTA Premier tournaments 721 000 $ – Salak (zöld) – 56E/32Q/16P | Caroline Wozniacki 6–2, 6–3                                    | Jelena Vesznyina                            | Jelena Janković Peng Suaj           | Yanina Wickmayer Christina McHale Szánija Mirza Julia Görges                 |
| Április 4.  | Family Circle Cup Charleston, Egyesült Államok WTA Premier tournaments 721 000 $ – Salak (zöld) – 56E/32Q/16P | Szánija Mirza Jelena Vesznyina 6–4, 6–4                        | Bethanie Mattek-Sands Meghann Shaughnessy   | Jelena Janković Peng Suaj           | Yanina Wickmayer Christina McHale Szánija Mirza Julia Görges                 |
| Április 4.  | Andalucia Tennis Experience Marbella, Spanyolország WTA International 220 000 $ – Salak – 32E/32Q/16P         | Viktorija Azaranka 6–3, 6–2                                    | Irina-Camelia Begu                          | Sara Errani Szvetlana Kuznyecova    | Gyinara Szafina Alexandra Dulgheru Klára Zakopalová Lara Arruabarrena Vecino |
| Április 4.  | Andalucia Tennis Experience Marbella, Spanyolország WTA International 220 000 $ – Salak – 32E/32Q/16P         | Nuria Llagostera Vives Arantxa Parra Santonja 3–6, 6–4, [10–5] | Sara Errani Roberta Vinci                   | Sara Errani Szvetlana Kuznyecova    | Gyinara Szafina Alexandra Dulgheru Klára Zakopalová Lara Arruabarrena Vecino |
| Április 11. | Fed-kupa, elődöntők Moszkva, Oroszország, Kemény (f) Charleroi, Belgium, Kemény (f)                           | Elődöntők győztesei · Oroszország 5–0 · Csehország 3–2 ·       | Elődöntők vesztesei · Olaszország · Belgium |                                     |                                                                              |
| Április 18. | Porsche Tennis Grand Prix Stuttgart, Németország WTA Premier 721 000 $ – Salak (f) – 28E/32Q/16P              | Julia Görges 7–6(3), 6–3                                       | Caroline Wozniacki                          | Agnieszka Radwańska Samantha Stosur | Andrea Petković Kristina Barrois Sabine Lisicki Vera Zvonarjova              |
| Április 18. | Porsche Tennis Grand Prix Stuttgart, Németország WTA Premier 721 000 $ – Salak (f) – 28E/32Q/16P              | Sabine Lisicki Samantha Stosur 6–1, 7–6(5)                     | Kristina Barrois Jasmin Wöhr                | Agnieszka Radwańska Samantha Stosur | Andrea Petković Kristina Barrois Sabine Lisicki Vera Zvonarjova              |
| Április 18. | Grand Prix de SAR La Princesse Lalla Meryem Fez, Marokkó WTA International 220 000 $ – Salak – 32E/32Q/16P    | Alberta Brianti 6–4, 6–3                                       | Simona Halep                                | Kirsten Flipkens Gyinara Szafina    | Nadia Lalami Arn Gréta Melanie Oudin Anasztaszija Pivovarova                 |
| Április 18. | Grand Prix de SAR La Princesse Lalla Meryem Fez, Marokkó WTA International 220 000 $ – Salak – 32E/32Q/16P    | Andrea Hlaváčková Renata Voráčová 6–3, 6–4                     | Nyina Bratcsikova Sandra Klemenschits       | Kirsten Flipkens Gyinara Szafina    | Nadia Lalami Arn Gréta Melanie Oudin Anasztaszija Pivovarova                 |
| Április 25. | Barcelona Ladies Open Barcelona, Spanyolország WTA International 220 000 $ – Salak – 32E/16Q/16P              | Roberta Vinci 4–6, 6–2, 6–2                                    | Lucie Hradecká                              | Laura Pous Tió Sara Errani          | Virginie Razzano Polona Hercog Alberta Brianti Estrella Cabeza Candela       |
| Április 25. | Barcelona Ladies Open Barcelona, Spanyolország WTA International 220 000 $ – Salak – 32E/16Q/16P              | Iveta Benešová Barbora Záhlavová-Strýcová 5–7, 6–4, [11–9]     | Natalie Grandin Vladimíra Uhlířová          | Laura Pous Tió Sara Errani          | Virginie Razzano Polona Hercog Alberta Brianti Estrella Cabeza Candela       |
| Április 25. | Estoril Open Estoril, Portugália WTA International 220 000 $ – Salak – 32E/32Q/16P                            | Anabel Medina Garrigues 6–1, 6–2                               | Kristina Barrois                            | Johanna Larsson Monica Niculescu    | Alisza Klejbanova Alla Kudrjavceva Klára Zakopalová Jarmila Gajdošová        |
| Április 25. | Estoril Open Estoril, Portugália WTA International 220 000 $ – Salak – 32E/32Q/16P                            | Alisza Klejbanova Galina Voszkobojeva 6–4, 6–2                 | Eléni Danjilídu Michaëlla Krajicek          | Johanna Larsson Monica Niculescu    | Alisza Klejbanova Alla Kudrjavceva Klára Zakopalová Jarmila Gajdošová        |

### Május
| Hét                | Torna | Győztes                                                | Ellenfél a döntőben                | Elődöntősök                                | Negyeddöntősök                                                                      |
| ------------------ | --- | ------------------------------------------------------ | ---------------------------------- | ------------------------------------------ | ----------------------------------------------------------------------------------- |
| Május 2.           | Mutua Madrid Open Madrid, Spanyolország WTA Premier Mandatory 4 500 000 $ – Salak – 64E/32Q/28P                            | Petra Kvitová 7–6(3), 6–4                              | Viktorija Azaranka                 | Julia Görges Li Na                         | Anasztaszija Pavljucsenkova Lucie Šafářová Bethanie Mattek-Sands Dominika Cibulková |
| Május 2.           | Mutua Madrid Open Madrid, Spanyolország WTA Premier Mandatory 4 500 000 $ – Salak – 64E/32Q/28P                            | Viktorija Azaranka Marija Kirilenko 6–4, 6–3           | Květa Peschke Katarina Srebotnik   | Julia Görges Li Na                         | Anasztaszija Pavljucsenkova Lucie Šafářová Bethanie Mattek-Sands Dominika Cibulková |
| Május 9.           | Internazionali BNL d'Italia Róma, Olaszország WTA Premier 5 2 050 000 $ – Salak – 56E/32Q/28P                              | Marija Sarapova 6–2, 6–4                               | Samantha Stosur                    | Caroline Wozniacki Li Na                   | Jelena Janković Viktorija Azaranka Arn Gréta Francesca Schiavone                    |
| Május 9.           | Internazionali BNL d'Italia Róma, Olaszország WTA Premier 5 2 050 000 $ – Salak – 56E/32Q/28P                              | Peng Suaj Cseng Csie 6–2, 6–3                          | Vania King Jaroszlava Svedova      | Caroline Wozniacki Li Na                   | Jelena Janković Viktorija Azaranka Arn Gréta Francesca Schiavone                    |
| Május 16.          | Brussels Open Brüsszel, Belgium WTA Premier 618 000 $ – Salak – 30E/32Q/16P                                                | Caroline Wozniacki 2–6, 6–3, 6–3                       | Peng Suaj                          | Francesca Schiavone Vera Zvonarjova        | Yanina Wickmayer Morita Ajumi Sofia Arvidsson Alexandra Dulgheru                    |
| Május 16.          | Brussels Open Brüsszel, Belgium WTA Premier 618 000 $ – Salak – 30E/32Q/16P                                                | Andrea Hlaváčková Galina Voszkobojeva 3–6, 6–0, [10–5] | Klaudia Jans Alicja Rosolska       | Francesca Schiavone Vera Zvonarjova        | Yanina Wickmayer Morita Ajumi Sofia Arvidsson Alexandra Dulgheru                    |
| Május 16.          | Internationaux de Strasbourg Strasbourg, Franciaország WTA International 220 000 $ – Salak – 32E/32Q/16P                   | Andrea Petković 6–4, 1–0 feladta                       | Marion Bartoli                     | Anabel Medina Garrigues Daniela Hantuchová | Lucie Hradecká Mirjana Lučić Nagyja Petrova Marija Kirilenko                        |
| Május 16.          | Internationaux de Strasbourg Strasbourg, Franciaország WTA International 220 000 $ – Salak – 32E/32Q/16P                   | Akgul Amanmuradova Csuang Csia-zsung 6–4, 5–7, [10–2]  | Natalie Grandin Vladimíra Uhlířová | Anabel Medina Garrigues Daniela Hantuchová | Lucie Hradecká Mirjana Lučić Nagyja Petrova Marija Kirilenko                        |
| Május 23 Május 30. | 2011-es Roland Garros Párizs, Franciaország Grand Slam 17 226 040 € – Salak 128E/96Q/64P/32V Egyéni – Páros – Vegyes páros | Li Na 6–4, 7–6(0)                                      | Francesca Schiavone                | Marion Bartoli Marija Sarapova             | Szvetlana Kuznyecova Anasztaszija Pavljucsenkova Viktorija Azaranka Andrea Petković |
| Május 23 Május 30. | 2011-es Roland Garros Párizs, Franciaország Grand Slam 17 226 040 € – Salak 128E/96Q/64P/32V Egyéni – Páros – Vegyes páros | Andrea Hlaváčková Lucie Hradecká 6–4, 6–3              | Szánija Mirza Jelena Vesznyina     | Marion Bartoli Marija Sarapova             | Szvetlana Kuznyecova Anasztaszija Pavljucsenkova Viktorija Azaranka Andrea Petković |
| Május 23 Május 30. | 2011-es Roland Garros Párizs, Franciaország Grand Slam 17 226 040 € – Salak 128E/96Q/64P/32V Egyéni – Páros – Vegyes páros | Casey Dellacqua Scott Lipsky 7–6(6), 4–6, [10–7]       | Katarina Srebotnik Nenad Zimonjić  | Marion Bartoli Marija Sarapova             | Szvetlana Kuznyecova Anasztaszija Pavljucsenkova Viktorija Azaranka Andrea Petković |

### Június
| Hét                   | Torna | Győztes                                                      | Ellenfél a döntőben                 | Elődöntősök                        | Negyeddöntősök                                                        |
| --------------------- | --- | ------------------------------------------------------------ | ----------------------------------- | ---------------------------------- | --------------------------------------------------------------------- |
| Június 6.             | AEGON Classic Birmingham, Egyesült Királyság WTA International 220 000 $ – Fű – 56E/32Q/16P                          | Sabine Lisicki 6–3, 6–2                                      | Daniela Hantuchová                  | Peng Suaj Ana Ivanović             | Magdaléna Rybáriková Marina Eraković Alison Riske Mirjana Lučić       |
| Június 6.             | AEGON Classic Birmingham, Egyesült Királyság WTA International 220 000 $ – Fű – 56E/32Q/16P                          | Volha Havarcova Alla Kudrjavceva 1–6, 6–1, [10–5]            | Sara Errani Roberta Vinci           | Peng Suaj Ana Ivanović             | Magdaléna Rybáriková Marina Eraković Alison Riske Mirjana Lučić       |
| Június 6.             | E-Boks Sony Ericsson Open Koppenhága, Dánia WTA International 220 000 $ – Kemény(f) – 32E/32Q/16P                    | Caroline Wozniacki 6–1, 6–4                                  | Lucie Šafářová                      | Mona Barthel Petra Martić          | Alberta Brianti Bethanie Mattek-Sands Csang Suaj Aljona Bondarenko    |
| Június 6.             | E-Boks Sony Ericsson Open Koppenhága, Dánia WTA International 220 000 $ – Kemény(f) – 32E/32Q/16P                    | Johanna Larsson Jasmin Wöhr 6–3, 6–3                         | Kristina Mladenovic Katarzyna Piter | Mona Barthel Petra Martić          | Alberta Brianti Bethanie Mattek-Sands Csang Suaj Aljona Bondarenko    |
| Június 13.            | AEGON International Eastbourne, Egyesült Királyság WTA Premier 618 000 $ – Fű – 32E/32Q/16P                          | Marion Bartoli 6–1, 4–6, 7–5                                 | Petra Kvitová                       | Samantha Stosur Daniela Hantuchová | Vera Zvonarjova Viktorija Azaranka Agnieszka Radwańska Venus Williams |
| Június 13.            | AEGON International Eastbourne, Egyesült Királyság WTA Premier 618 000 $ – Fű – 32E/32Q/16P                          | Květa Peschke Katarina Srebotnik 6–3, 6–0                    | Liezel Huber Lisa Raymond           | Samantha Stosur Daniela Hantuchová | Vera Zvonarjova Viktorija Azaranka Agnieszka Radwańska Venus Williams |
| Június 13.            | UNICEF Open ’s-Hertogenbosch, Hollandia WTA International 220 000 $ – Fű – 32E/16Q/16P                               | Roberta Vinci 6–7(7), 6–3, 7–5                               | Jelena Dokić                        | Romina Oprandi Dominika Cibulková  | Date Kimiko Johanna Larsson Yanina Wickmayer Szvetlana Kuznyecova     |
| Június 13.            | UNICEF Open ’s-Hertogenbosch, Hollandia WTA International 220 000 $ – Fű – 32E/16Q/16P                               | Barbora Záhlavová-Strýcová Klára Zakopalová 1–6, 6–4, [10–7] | Dominika Cibulková Flavia Pennetta  | Romina Oprandi Dominika Cibulková  | Date Kimiko Johanna Larsson Yanina Wickmayer Szvetlana Kuznyecova     |
| Június 20. Június 27. | Wimbledon London, Egyesült Királyság Grand Slam 13 725 000 £ – Fű 128E/96Q/64P/16Q/48V Egyéni – Páros – Vegyes páros | Petra Kvitová 6–3, 6–4                                       | Marija Sarapova                     | Sabine Lisicki Viktorija Azaranka  | Dominika Cibulková Marion Bartoli Tamira Paszek Cvetana Pironkova     |
| Június 20. Június 27. | Wimbledon London, Egyesült Királyság Grand Slam 13 725 000 £ – Fű 128E/96Q/64P/16Q/48V Egyéni – Páros – Vegyes páros | Květa Peschke Katarina Srebotnik 6–3, 6–1                    | Sabine Lisicki Samantha Stosur      | Sabine Lisicki Viktorija Azaranka  | Dominika Cibulková Marion Bartoli Tamira Paszek Cvetana Pironkova     |
| Június 20. Június 27. | Wimbledon London, Egyesült Királyság Grand Slam 13 725 000 £ – Fű 128E/96Q/64P/16Q/48V Egyéni – Páros – Vegyes páros | Jürgen Melzer Iveta Benešová 6–3, 6–2                        | Mahes Bhúpati Jelena Vesznyina      | Sabine Lisicki Viktorija Azaranka  | Dominika Cibulková Marion Bartoli Tamira Paszek Cvetana Pironkova     |

### Július
| Hét        | Torna | győztes                                                     | Ellenfél a döntőben                           | Elődöntősök                                | Negyeddöntősök                                                                   |
| ---------- | --- | ----------------------------------------------------------- | --------------------------------------------- | ------------------------------------------ | -------------------------------------------------------------------------------- |
| Július 4.  | Budapest Grand Prix Budapest, Magyarország WTA International 220 000 $ – Salak – 32E/32Q/16P Egyéni – Páros | Roberta Vinci 6–4, 1–6, 6–4                                 | Irina-Camelia Begu                            | Klára Zakopalová Anabel Medina Garrigues   | Zuzana Kučová Katerina Bondarenko Estrella Cabeza Candela Sara Errani            |
| Július 4.  | Budapest Grand Prix Budapest, Magyarország WTA International 220 000 $ – Salak – 32E/32Q/16P Egyéni – Páros | Anabel Medina Garrigues Alicja Rosolska 6–2, 6–2            | Natalie Grandin Vladimíra Uhlířová            | Klára Zakopalová Anabel Medina Garrigues   | Zuzana Kučová Katerina Bondarenko Estrella Cabeza Candela Sara Errani            |
| Július 4.  | Collector Swedish Open Båstad, Svédország WTA International 220 000 $ – Salak – 32E/32Q/16P                 | Polona Hercog 6–4, 7–5                                      | Johanna Larsson                               | Sofia Arvidsson Barbora Záhlavová-Strýcová | María José Martínez Sánchez Lourdes Domínguez Lino Veszna Dolonc Flavia Pennetta |
| Július 4.  | Collector Swedish Open Båstad, Svédország WTA International 220 000 $ – Salak – 32E/32Q/16P                 | Lourdes Domínguez Lino María José Martínez Sánchez 6–3, 6–3 | Nuria Llagostera Vives Arantxa Parra Santonja | Sofia Arvidsson Barbora Záhlavová-Strýcová | María José Martínez Sánchez Lourdes Domínguez Lino Veszna Dolonc Flavia Pennetta |
| Július 11. | Internazionali Femminili di Palermo Palermo, Olaszország WTA International 220 000 $ – Salak – 32E/32Q/16P  | Anabel Medina Garrigues 6–3, 6–2                            | Polona Hercog                                 | Flavia Pennetta Petra Cetkovská            | Cvetana Pironkova Klára Zakopalová Sara Errani Irina-Camelia Begu                |
| Július 11. | Internazionali Femminili di Palermo Palermo, Olaszország WTA International 220 000 $ – Salak – 32E/32Q/16P  | Sara Errani Roberta Vinci 7–5, 6–1                          | Andrea Hlaváčková Klára Zakopalová            | Flavia Pennetta Petra Cetkovská            | Cvetana Pironkova Klára Zakopalová Sara Errani Irina-Camelia Begu                |
| Július 11. | Gastein Ladies Bad Gastein, Ausztria WTA International 220 000 $ – Salak – 32E/32Q/16P                      | María José Martínez Sánchez 6–0, 7–5                        | Patricia Mayr-Achleitner                      | Kszenyija Pervak Katerina Bondarenko       | Laura Pous Tió Dia Evtimova Yvonne Meusburger Carla Suárez Navarro               |
| Július 11. | Gastein Ladies Bad Gastein, Ausztria WTA International 220 000 $ – Salak – 32E/32Q/16P                      | Eva Birnerová Lucie Hradecká 4–6, 6–2, [12–10]              | Jarmila Gajdošová Julia Görges                | Kszenyija Pervak Katerina Bondarenko       | Laura Pous Tió Dia Evtimova Yvonne Meusburger Carla Suárez Navarro               |
| Július 18. | Baku Cup Bakı, Azerbajdzsán WTA International 220 000 $ – Kemény – 32E/32Q/16P                              | Vera Zvonarjova 6–1, 6–4                                    | Kszenyija Pervak                              | Marija Koritceva Galina Voszkobojeva       | Ana Tatisvili Katerina Bondarenko Aravane Rezaï Anasztaszija Pavljucsenkova      |
| Július 18. | Baku Cup Bakı, Azerbajdzsán WTA International 220 000 $ – Kemény – 32E/32Q/16P                              | Marija Koritceva Taccjana Pucsak 6–3, 2–6, [10–8]           | Monica Niculescu Galina Voszkobojeva          | Marija Koritceva Galina Voszkobojeva       | Ana Tatisvili Katerina Bondarenko Aravane Rezaï Anasztaszija Pavljucsenkova      |
| Július 25. | Bank of the West Classic Stanford, Egyesült Államok WTA Premier 721 000 $ – Kemény – 28E/32Q/16P            | Serena Williams 7–5, 6–1                                    | Marion Bartoli                                | Dominika Cibulková Sabine Lisicki          | Marina Eraković Morita Ajumi Agnieszka Radwańska Marija Sarapova                 |
| Július 25. | Bank of the West Classic Stanford, Egyesült Államok WTA Premier 721 000 $ – Kemény – 28E/32Q/16P            | Viktorija Azaranka Marija Kirilenko 6–1, 6–3                | Liezel Huber Lisa Raymond                     | Dominika Cibulková Sabine Lisicki          | Marina Eraković Morita Ajumi Agnieszka Radwańska Marija Sarapova                 |
| Július 25. | Citi Open Washington, Egyesült Államok WTA International 220 000 $ – Kemény – 32E/32Q/16P                   | Nagyja Petrova 7–5, 6–2                                     | Sahar Peér                                    | Tamira Paszek Irina Falconi                | Alberta Brianti Stéphanie Dubois Virginie Razzano Bojana Jovanovski              |
| Július 25. | Citi Open Washington, Egyesült Államok WTA International 220 000 $ – Kemény – 32E/32Q/16P                   | Szánija Mirza Jaroszlava Svedova 6–3, 6–3                   | Volha Havarcova Alla Kudrjavceva              | Tamira Paszek Irina Falconi                | Alberta Brianti Stéphanie Dubois Virginie Razzano Bojana Jovanovski              |

### Augusztus
| Hét                         | Torna | Győztes                                        | Ellenfél a döntőben                 | Elődöntősök                            | Negyeddöntősök                                                                      |
| --------------------------- | --- | ---------------------------------------------- | ----------------------------------- | -------------------------------------- | ----------------------------------------------------------------------------------- |
| Augusztus 1.                | Mercury Insurance Open Carlsbad, Egyesült Államok WTA Premier 721 000 $ – Kemény – 56E/32Q/16P                      | Agnieszka Radwańska 6–3, 6–4                   | Vera Zvonarjova                     | Ana Ivanović Andrea Petković           | Sabine Lisicki Peng Suaj Daniela Hantuchová Sloane Stephens                         |
| Augusztus 1.                | Mercury Insurance Open Carlsbad, Egyesült Államok WTA Premier 721 000 $ – Kemény – 56E/32Q/16P                      | Květa Peschke Katarina Srebotnik 6–0, 6–2      | Raquel Kops-Jones Abigail Spears    | Ana Ivanović Andrea Petković           | Sabine Lisicki Peng Suaj Daniela Hantuchová Sloane Stephens                         |
| Augusztus 8.                | Rogers Cup Toronto, Kanada WTA Premier 5 2 050 000 $ – Kemény – 56E/64Q/28P                                         | Serena Williams 6–4, 6–2                       | Samantha Stosur                     | Agnieszka Radwańska Viktorija Azaranka | Roberta Vinci Andrea Petković Galina Voszkobojeva Lucie Šafářová                    |
| Augusztus 8.                | Rogers Cup Toronto, Kanada WTA Premier 5 2 050 000 $ – Kemény – 56E/64Q/28P                                         | Liezel Huber Lisa Raymond visszaléptek         | Viktorija Azaranka Marija Kirilenko | Agnieszka Radwańska Viktorija Azaranka | Roberta Vinci Andrea Petković Galina Voszkobojeva Lucie Šafářová                    |
| Augusztus 15.               | Western & Southern Open Cincinnati, Egyesült Államok WTA Premier 5 2 050 000 $ – Kemény – 56E/48Q/28P               | Marija Sarapova 4–6, 7–6(3), 6–3               | Jelena Janković                     | Andrea Petković Vera Zvonarjova        | Nagyja Petrova Peng Suaj Samantha Stosur Daniela Hantuchová                         |
| Augusztus 15.               | Western & Southern Open Cincinnati, Egyesült Államok WTA Premier 5 2 050 000 $ – Kemény – 56E/48Q/28P               | Vania King Jaroszlava Svedova 6–4, 3–6, [11–9] | Natalie Grandin Vladimíra Uhlířová  | Andrea Petković Vera Zvonarjova        | Nagyja Petrova Peng Suaj Samantha Stosur Daniela Hantuchová                         |
| Augusztus 22.               | Pilot Pen Tennis New Haven, Egyesült Államok WTA Premier 618 000 $ – Kemény – 28E/32Q/16P                           | Caroline Wozniacki 6–4, 6–1                    | Petra Cetkovská                     | Francesca Schiavone Li Na              | Christina McHale Anabel Medina Garrigues Marion Bartoli Anasztaszija Pavljucsenkova |
| Augusztus 22.               | Pilot Pen Tennis New Haven, Egyesült Államok WTA Premier 618 000 $ – Kemény – 28E/32Q/16P                           | Csuang Csia-zsung Volha Havarcova 7–5, 6–2     | Sara Errani Roberta Vinci           | Francesca Schiavone Li Na              | Christina McHale Anabel Medina Garrigues Marion Bartoli Anasztaszija Pavljucsenkova |
| Augusztus 22.               | Texas Tennis Open Dallas, Egyesült Államok WTA International 220 000 $ – Kemény – 32E/32Q/16P                       | Sabine Lisicki 6–2, 6–1                        | Aravane Rezaï                       | Angelique Kerber Irina-Camelia Begu    | Johanna Larsson Elena Baltacha Anastasija Sevastova Katerina Bondarenko             |
| Augusztus 22.               | Texas Tennis Open Dallas, Egyesült Államok WTA International 220 000 $ – Kemény – 32E/32Q/16P                       | Alberta Brianti Sorana Cîrstea 7–5, 6–3        | Alizé Cornet Pauline Parmentier     | Angelique Kerber Irina-Camelia Begu    | Johanna Larsson Elena Baltacha Anastasija Sevastova Katerina Bondarenko             |
| Augusztus 29. Szeptember 5. | US Open New York, Egyesült Államok Grand Slam 22 668 000 $ – Kemény 128E/128Q/64P/32V Egyéni – Páros – Vegyes páros | Samantha Stosur 6–2, 6–3                       | Serena Williams                     | Caroline Wozniacki Angelique Kerber    | Andrea Petković Anasztaszija Pavljucsenkova Flavia Pennetta Vera Zvonarjova         |
| Augusztus 29. Szeptember 5. | US Open New York, Egyesült Államok Grand Slam 22 668 000 $ – Kemény 128E/128Q/64P/32V Egyéni – Páros – Vegyes páros | Liezel Huber Lisa Raymond 4–6, 7–6(5), 7–6(3)  | Vania King Jaroszlava Svedova       | Caroline Wozniacki Angelique Kerber    | Andrea Petković Anasztaszija Pavljucsenkova Flavia Pennetta Vera Zvonarjova         |
| Augusztus 29. Szeptember 5. | US Open New York, Egyesült Államok Grand Slam 22 668 000 $ – Kemény 128E/128Q/64P/32V Egyéni – Páros – Vegyes páros | Melanie Oudin Jack Sock 7–6(4), 4–6, [10–8]    | Gisela Dulko Eduardo Schwank        | Caroline Wozniacki Angelique Kerber    | Andrea Petković Anasztaszija Pavljucsenkova Flavia Pennetta Vera Zvonarjova         |

### Szeptember
| Hét            | Torna                                                                                                | Győztes                                           | Ellenfél a döntőben                | Elődöntősök                        | Negyeddöntősök                                                      |
| -------------- | --- | ------------------------------------------------- | ---------------------------------- | ---------------------------------- | ------------------------------------------------------------------- |
| Szeptember 12. | Tashkent Open Taskent, Üzbegisztán WTA International 220 000 $ – Kemény – 32E/32Q/16P                | Kszenyija Pervak 6–3, 6–1                         | Eva Birnerová                      | Urszula Radwańska Alla Kudrjavceva | Victoria Larrière Eléni Danjilídu Valerija Szavinih Sorana Cîrstea  |
| Szeptember 12. | Tashkent Open Taskent, Üzbegisztán WTA International 220 000 $ – Kemény – 32E/32Q/16P                | Eléni Danjilídu Vitalija Gyjacsenko 6–4, 6–3      | Ljudmila Kicsenok Nagyija Kicsenok | Urszula Radwańska Alla Kudrjavceva | Victoria Larrière Eléni Danjilídu Valerija Szavinih Sorana Cîrstea  |
| Szeptember 12. | Bell Challenge Québec, Kanada WTA International 220 000 $ – Kemény (f) – 32E/32Q/16P                 | Barbora Záhlavová-Strýcová 4–6, 6–1, 6–0          | Marina Eraković                    | Tamira Paszek Michaëlla Krajicek   | Daniela Hantuchová Heather Watson Rebecca Marino Andrea Hlaváčková  |
| Szeptember 12. | Bell Challenge Québec, Kanada WTA International 220 000 $ – Kemény (f) – 32E/32Q/16P                 | Raquel Kops-Jones Abigail Spears 6–1, 3–6, [10–6] | Jamie Hampton Ana Tatisvili        | Tamira Paszek Michaëlla Krajicek   | Daniela Hantuchová Heather Watson Rebecca Marino Andrea Hlaváčková  |
| Szeptember 19. | Hansol Korea Open Szöul, Dél-Korea WTA International 220 000 $ – Kemény – 32E/32Q/16P                | María José Martínez Sánchez 7–6(0), 7–6(2)        | Galina Voszkobojeva                | Polona Hercog Klára Zakopalová     | Vera Dusevina Dominika Cibulková Julia Görges Vania King            |
| Szeptember 19. | Hansol Korea Open Szöul, Dél-Korea WTA International 220 000 $ – Kemény – 32E/32Q/16P                | Natalie Grandin Vladimíra Uhlířová 7–6(5), 6–4    | Vera Dusevina Galina Voszkobojeva  | Polona Hercog Klára Zakopalová     | Vera Dusevina Dominika Cibulková Julia Görges Vania King            |
| Szeptember 19. | Guangzhou International Women’s Open Kanton, Kína WTA International 220 000 $ – Kemény – 32E/32Q/16P | Chanelle Scheepers 6–2, 6–2                       | Magdaléna Rybáriková               | Marija Kirilenko Cseng Csie        | Tetyana Luzsanszka Urszula Radwańska Petra Martić Jarmila Gajdošová |
| Szeptember 19. | Guangzhou International Women’s Open Kanton, Kína WTA International 220 000 $ – Kemény – 32E/32Q/16P | Hszie Su-vej Cseng Szaj-szaj 6–2, 6–1             | Csan Csin-vej Han Hszin-jün        | Marija Kirilenko Cseng Csie        | Tetyana Luzsanszka Urszula Radwańska Petra Martić Jarmila Gajdošová |
| Szeptember 26. | Toray Pan Pacific Open Tokió, Japán WTA Premier 5 2 050 000 $ – Kemény – 56E/32Q/16P                 | Agnieszka Radwańska 6–3, 6–2                      | Vera Zvonarjova                    | Viktorija Azaranka Petra Kvitová   | Kaia Kanepi Marion Bartoli Marija Kirilenko Marija Sarapova         |
| Szeptember 26. | Toray Pan Pacific Open Tokió, Japán WTA Premier 5 2 050 000 $ – Kemény – 56E/32Q/16P                 | Liezel Huber Lisa Raymond 7–6(4), 0–6, [10–6]     | Gisela Dulko Flavia Pennetta       | Viktorija Azaranka Petra Kvitová   | Kaia Kanepi Marion Bartoli Marija Kirilenko Marija Sarapova         |

### Október
| Hét         | Torna | Győztes                                            | Ellenfél a döntőben                     | Elődöntősök                                             | Negyeddöntősök |
| ----------- | --- | -------------------------------------------------- | --------------------------------------- | ------------------------------------------------------- | --- |
| Október 3.  | China Open Peking, Kína WTA Premier Mandatory 4 500 000 $ – Kemény – 60E/32Q/28P                                             | Agnieszka Radwańska 7–5, 0–6, 6–4                  | Andrea Petković                         | Flavia Pennetta Monica Niculescu                        | Caroline Wozniacki Ana Ivanović Marija Kirilenko Anasztaszija Pavljucsenkova                                                                           |
| Október 3.  | China Open Peking, Kína WTA Premier Mandatory 4 500 000 $ – Kemény – 60E/32Q/28P                                             | Květa Peschke Katarina Srebotnik 6–3, 6–4          | Gisela Dulko Flavia Pennetta            | Flavia Pennetta Monica Niculescu                        | Caroline Wozniacki Ana Ivanović Marija Kirilenko Anasztaszija Pavljucsenkova                                                                           |
| Október 10. | Generali Ladies Linz Linz, Ausztria WTA International 220 000 $ – Kemény (f) – 32E/32Q/16P                                   | Petra Kvitová 6–4, 6–1                             | Dominika Cibulková                      | Jelena Janković Lucie Šafářová                          | Daniela Hantuchová Jevgenyija Rogyina Sorana Cîrstea Anastasia Rodionova                                                                               |
| Október 10. | Generali Ladies Linz Linz, Ausztria WTA International 220 000 $ – Kemény (f) – 32E/32Q/16P                                   | Marina Eraković Jelena Vesznyina 7–5, 6–1          | Julia Görges Anna-Lena Grönefeld        | Jelena Janković Lucie Šafářová                          | Daniela Hantuchová Jevgenyija Rogyina Sorana Cîrstea Anastasia Rodionova                                                                               |
| Október 10. | HP Open Oszaka, Japán WTA International 220 000 $ – Kemény – 32E/32Q/16P                                                     | Marion Bartoli 6–3, 6–1                            | Samantha Stosur                         | Cseng Csie Angelique Kerber                             | Chanelle Scheepers Petra Cetkovská Tamarine Tanasugarn Morita Ajumi                                                                                    |
| Október 10. | HP Open Oszaka, Japán WTA International 220 000 $ – Kemény – 32E/32Q/16P                                                     | Date Kimiko Csang Suaj 7–5, 3–6, [11–9]            | Vania King Jaroszlava Svedova           | Cseng Csie Angelique Kerber                             | Chanelle Scheepers Petra Cetkovská Tamarine Tanasugarn Morita Ajumi                                                                                    |
| Október 17. | Kremlin Cup Moszkva, Oroszország WTA Premier 721 000 $ – Kemény (f) – 28E/32Q/16P                                            | Dominika Cibulková 3–6, 7–6(1), 7–5                | Kaia Kanepi                             | Jelena Vesznyina Lucie Šafářová                         | Vera Zvonarjova Marion Bartoli Szvetlana Kuznyecova Vera Dusevina                                                                                      |
| Október 17. | Kremlin Cup Moszkva, Oroszország WTA Premier 721 000 $ – Kemény (f) – 28E/32Q/16P                                            | Vania King Jaroszlava Svedova 7–6(3), 6–3          | Anastasia Rodionova Galina Voszkobojeva | Jelena Vesznyina Lucie Šafářová                         | Vera Zvonarjova Marion Bartoli Szvetlana Kuznyecova Vera Dusevina                                                                                      |
| Október 17. | BGL Luxembourg Open Luxembourg, Luxemburg WTA International 220 000 $ – Kemény (f) – 32E/32Q/16P                             | Viktorija Azaranka 6–2, 6–2                        | Monica Niculescu                        | Julia Görges Anne Keothavong                            | Iveta Benešová Anastasija Sevastova Lucie Hradecká Bibiane Schoofs                                                                                     |
| Október 17. | BGL Luxembourg Open Luxembourg, Luxemburg WTA International 220 000 $ – Kemény (f) – 32E/32Q/16P                             | Iveta Benešová Barbora Záhlavová-Strýcová 7–5, 6–3 | Lucie Hradecká Jekatyerina Makarova     | Julia Görges Anne Keothavong                            | Iveta Benešová Anastasija Sevastova Lucie Hradecká Bibiane Schoofs                                                                                     |
| Október 24. | WTA Tour Championships Isztambul, Törökország Év végi világbajnokság 4 900 000 $ – Kemény(f) – 8E/4P                         | Petra Kvitová 7–5, 4–6, 6–3                        | Viktorija Azaranka                      | Samantha Stosur Vera Zvonarjova                         | Csoportkör Vörös csoport további játékosai Caroline Wozniacki Agnieszka Radwańska Fehér csoport további játékosai Marija Sarapova Li Na Marion Bartoli |
| Október 24. | WTA Tour Championships Isztambul, Törökország Év végi világbajnokság 4 900 000 $ – Kemény(f) – 8E/4P                         | Liezel Huber Lisa Raymond 6–4, 6–4                 | Květa Peschke Katarina Srebotnik        | Samantha Stosur Vera Zvonarjova                         | Csoportkör Vörös csoport további játékosai Caroline Wozniacki Agnieszka Radwańska Fehér csoport további játékosai Marija Sarapova Li Na Marion Bartoli |
| Október 31. | Commonwealth Bank Tournament of Champions Bali, Indonézia Év végi bajnokok tornája 600 000 $ – Kemény(f) – 8E Egyéni főtábla | Ana Ivanović 6–3, 6–0                              | Anabel Medina Garrigues                 | 3. helyezett Nagyja Petrova 4. helyezett Sabine Lisicki | Marion Bartoli Daniela Hantuchová Roberta Vinci Peng Suaj                                                                                              |
| Október 31. | Fed-kupa, döntő Moszkva, Oroszország, Kemény (f)                                                                             | Csehország · 3–2                                   | Oroszország                             |                                                         | |